# Ostrinia
Ostrinia är ett släkte av fjärilar som beskrevs av Jacob Hübner 1825. Enligt Catalogue of Life ingår Ostrinia i familjen Crambidae, men enligt Dyntaxa är tillhörigheten istället familjen mott.

## Bildgalleri

## Dottertaxa tillOstrinia, i alfabetisk ordning[1][2]
- Ostrinia ainsliei
- Ostrinia albula
- Ostrinia amurensis
- Ostrinia appendiculata
- Ostrinia appositalis
- Ostrinia assamensis
- Ostrinia avarialis
- Ostrinia baikalensis
- Ostrinia bipatrialis
- Ostrinia brasiliensis
- Ostrinia carneola
- Ostrinia cathayensis
- Ostrinia centralis
- Ostrinia damoalis
- Ostrinia dorsivittata
- Ostrinia endochlora
- Ostrinia erythrialis
- Ostrinia eurasiatica
- Ostrinia eversmanni
- Ostrinia fanalis
- Ostrinia flava
- Ostrinia furnacalis
- Ostrinia fuscalis
- Ostrinia fuscocilialis
- Ostrinia holoxuthalis
- Ostrinia honshuensis
- Ostrinia incensa
- Ostrinia infascialis
- Ostrinia insignis
- Ostrinia kasmirica
- Ostrinia kodzukalis
- Ostrinia kurentzovi
- Ostrinia kurilensis
- Ostrinia kyushuensis
- Ostrinia latipennis
- Ostrinia limitalis
- Ostrinia margarita
- Ostrinia marginalis
- Ostrinia mauretanica
- Ostrinia memnialis
- Ostrinia minor
- Ostrinia narynensis
- Ostrinia nelumbialis
- Ostrinia nubilalis
- Ostrinia obliteralis
- Ostrinia obumbratalis
- Ostrinia orientalis
- Ostrinia pacifica
- Ostrinia palustralis
- Ostrinia paulalis
- Ostrinia penitalis
- Ostrinia peregrinalis
- Ostrinia perpacifica
- Ostrinia persica
- Ostrinia polygoni
- Ostrinia pseudoinornata
- Ostrinia putzufangensis
- Ostrinia pyraustalis
- Ostrinia quadripunctalis
- Ostrinia raddaelis
- Ostrinia rossica
- Ostrinia rubescens
- Ostrinia ryukyuensis
- Ostrinia salentialis
- Ostrinia sanguinealis
- Ostrinia scapulalis
- Ostrinia silacealis
- Ostrinia stenopteralis
- Ostrinia subpacifica
- Ostrinia tamsi
- Ostrinia tienmuensis
- Ostrinia ussuriensis
- Ostrinia varialis
- Ostrinia vastatrix
- Ostrinia zaguliaevi
- Ostrinia zealis